# The Wall Street Journal
The Wall Street Journal su međunarodne dnevne novine pisane na engleskom jeziku sa značajnim naglaskom na poslovnim i ekonomskim vestima. Objavljuje ih kompanija Dow Jones & Company, divizija kompanije News Corp zajedno sa evropskim i azijskim izdanjima šest puta nedeljno. Journal su najveće novine u Sjedinjenim Američkim Država po tiražu. Prema podacima iz marta 2013. godine od strane organizacije Alliance for Audited Media, tiraž je iznosio oko 2,4 miliona primeraka (uključujući skoro 900.000 digitalnih pretplata). Prema podacima News Corp iz juna 2017. tiraž je bio 2,277 miliona primeraka (uključujući 1.270.000 digitalnih preplata). Poređenja radi, USA Today ima tiraž od 1,7 miliona primeraka. Glavni su im konkurent Londonske novine Financial Times, koje se takođe objavljuju u nekoliko izdanja.
Journal uglavnom ima fokus na američkim ekonomskim i svetskim poslovnim temama, kao i na finansijskim vestima i problemima. Ime novina potiče od ulice u gradu Njujorku koja se zove „Wall Street” i deo je finansijskog distrikta Njujorka. Osnivači ovih novine su Čarls Dau, Edvard Džns i Čarls Bergstreser. Prvo izdanje se pojavilo 8. jula 1889. godine. Štampano izdanje je nagrađeno Pulicer nagradom trideset sedam puta, uključujući njihovo izveštavanje 2007. godine o promenama datuma davanja dionica i neželjenim posledicama kineske ekonomske reforme. Godine 2011. godine, The Wall Street Journal je ponovo osvojio prvo mesto na Media Power 50 listi, već dvanaest godina za redom.
Journal isto tako objavljuje luksuzni časopis WSJ, koji je originalno bio izdavan svaka tri meseca, ali je proširen na 12 izdanja godišnje od 2014. Internetska verzija je pokrenuta 1996. godine i od početka je bila dostupna je samo pretplatnicima. Uredničke stranice su često konzervativne.

## Istorija

### Počeci
Prvi proizvodi Dow Jones & Company, izdavača časopisa, bili su kratki bilteni vesti, pod nadimkom „flimsies”, koji su se tokom dana ručno dostavljali trgovcima na berzi početkom 1880-ih. Kasnije su objedinjeni u štampani dnevni rezime pod nazivom Popodnevno pismo kupaca. Novinari Čarls Dau, Edvard Džons i Čarls Bergstreser pretvorili su ovo u The Wall Street Journal, koji je prvi put objavljen 8. jula 1889. godine, i počeli da isporučuju Dow Jones & Company novinski servis putem telegrafa.
Godine 1896, zvanično je pokrenut „Dow Jones Industrial Average”. To je bio prvi od nekoliko indeksa cena akcija i obveznica na Njujorškoj berzi. Godine 1899, prvi put se pojavila rubrika Pregled & Perspektiva, koja i danas postoji, a koju je prvobitno napisao Čarls Dau.
Novinar Klarens Baron je kupio kontrolu nad kompanijom za 130.000 dolara 1902. godine (еквивалентно 4,724,500 долара године 2024); tiraž je tada bio oko 7.000, ali se popeo na 50.000 do kraja 1920-ih. Baron i njegovi prethodnici bili su zaslužni za stvaranje atmosfere neustrašivog, nezavisnog finansijskog izveštavanja – što je bila novina u ranim danima poslovnog novinarstva. Godine 1921, osnovan je Barron's, glavni finansijski nedeljnik u Sjedinjenim Državama. Baron je umro 1928. godine, godinu dana pre Crnog utorka, sloma berze koji je u velikoj meri uticao na Veliku depresiju u Sjedinjenim Državama. Baronovi potomci, porodica Bankroft, nastaviće da kontrolišu kompaniju do 2007. godine.
Časopis je dobio svoj moderan oblik i prominenciju tokom 1940-ih, vremenu industrijske ekspanzije Sjedinjenih Država i njihovih finansijskih institucija u Njujorku. Bernard Kilgor je imenovan za glavnog urednika lista 1941. godine, a za generalnog direktora kompanije 1945. godine, čime je na kraju ostvario 25-godišnju karijeru kao šef časopisa. Kilgor je bio arhitekta kultnog dizajna naslovne strane lista, sa sažetkom „Šta je novost“ i nacionalnom strategijom distribucije, koja je dovela do tiraža lista sa 33.000 primeraka 1941. na 1,1 milion kada je Kilgor umro 1967. Pod Kilgorom, 1947. godine, list je osvojio svoju prvu Pulicerovu nagradu za uvodnike Vilijama Henrija Grajmsa.
Godine 1967, Dow Jones Newswires je započeo veliku ekspanziju van Sjedinjenih Država, postavljajući svoje novinare u svaki veći finansijski centar u Evropi, Aziji, Latinskoj Americi, Australiji i Africi. Godine 1970. Dou Džouns je kupio lanac novina Ottaway, koji se u to vreme sastojao od devet dnevnih listova i tri nedjeljna lista. Kasnije je naziv promenjen u Dow Jones Local Media Group.
Period od 1971. do 1997. godine doneo je niz pokretanja, akvizicija i zajedničkih ulaganja, uključujući „Factiva“, The Wall Street Journal Asia, The Wall Street Journal Europe, WSJ.com veb stranicu, Dou Džouns Indekse, MarketWatch i „WSJ Weekend Edition“. Godine 2007, News Corp. je kupila Dou Džouns. WSJ., luksuzni magazin životnog stila, pokrenut je 2008. godine.

### Internetska ekspanzija
Dopuna štampanim novinama, The Wall Street Journal Online, pokrenuta je 1996. godine i od početka je omogućavala pristup samo uz pretplatu. Godine 2003, Dov Džouns je počeo da integriše izveštavanje o štampanim i onlajn pretplatnicima časopisa zajedno u izjave Biroa za reviziju tiraža. U 2007. godini se obično verovalo da je to najveći sajt za vesti sa plaćenom pretplatom na Vebu, sa 980.000 plaćenih pretplatnika. Od tada, digitalna pretplata je porasla na 1,3 miliona od septembra 2018. godine, pavši na drugo mesto iza Njujork Tajmsa sa 3 miliona digitalnih pretplata. U maju 2008. godišnja pretplata na onlajn izdanje The Wall Street Journal koštala je 119 dolara za one koji nemaju pretplatu na štampano izdanje. Do juna 2013. mesečni trošak za pretplatu na onlajn izdanje iznosio je 22,99 USD, odnosno 275,88 USD godišnje, isključujući uvodne ponude. Stope digitalne pretplate su dramatično porasle kako je njegova popularnost porasla u odnosu na štampanje na 443,88 USD godišnje, pri čemu su pretplatnici prvi put plaćali 187,20 USD godišnje.
Dana 30. novembra 2004. godine, Oasys Mobile i The Wall Street Journal objavili su aplikaciju koja bi korisnicima omogućila pristup sadržaju iz The Wall Street Journal Online preko svojih mobilnih telefona. Priče nagrađene Pulicerovom nagradom iz 1995. dostupne su besplatno na Pulicerovom veb sajtu.
Septembra 2005, časopis je pokrenuo vikend izdanje, koje je dostavljeno svim pretplatnicima, što je označilo povratak na izdavanje subotom nakon nekih 50 godina. Ovaj potez je delimično osmišljen da privuče više potrošačkog oglašavanja.
U 2005, časopis je objavio profil čitalaca sa oko 60 procenata višeg menadžmenta, prosečan prihod od 191.000 dolara, prosečnu neto vrednost domaćinstva od 2,1 milion dolara i prosečnu starost od 55 godina.
Godine 2007, časopis je pokrenuo svetsku ekspanziju svoje veb stranice kako bi uključio glavna izdanja na stranom jeziku. List je takođe pokazao interesovanje za kupovinu rivalskog Financial Times.

## Literatura
- Merrill, John C. and Harold A. Fisher. (1980). The world's great dailies: profiles of fifty newspapers. стр. 338–41.
- Joachim Keller: Keller, Joachim (2003). Der Informationsgehalt der Berichterstattung in der Currency-markets-Kolumne des Wall Street Journals. Eine empirische Untersuchung der Berichtsqualität. Dissertation der Universität Saarbrücken 2002. ISBN 978-3-631-50791-9.. Peter Lang Verlag, Frankfurt a.M. u.a.
- Martin Dunn (2007). „How to survive Rupert Murdoch.”. British Journalism Review. 18 (4): 5—10. ISSN 0956-4748., auch als „Online-Artikel”. Архивирано из оригинала 11. 10. 2008. г.
- Sarah Ellison (2010). War at the Wall Street Journal: Inside the Struggle to Control an American Business Empire. Houghton Mifflin Harcourt. ISBN 978-0-547-15243-1.. Boston 304Besprechung
- David Carr. „War@WSJ: New Book Pulls Back Blankets on Murdoch’s Capture of The Journal”. Недостаје или је празан параметар |title= (помоћ); Спољашња веза у |chapter= (помоћ). In: New York Times, 19. Januar 2010
- Dealy, Francis X (1993). The power and the money: Inside the Wall Street Journal. Birch Lane Press.
- Douai, Aziz; Wu, Terry (2014). „News as business: the global financial crisis and Occupy movement in the Wall Street Journal.”. Journal of International Communication. 20 (2): 148—167. doi:10.1080/13216597.2014.948033.
- Rosenberg, Jerry M. „Inside the Wall Street Journal: The History and the Power of Dow Jones & Company and America's Most Influential Newspaper”. Архивирано из оригинала 11. 01. 2019. г. Приступљено 11. 01. 2019.(1982)
- Intercultural Communication Studies. 24 (3). 2015. Недостаје или је празан параметар |title= (помоћ).  (PDF) https://web.archive.org/web/20210308071407/https://web.uri.edu/iaics/files/Takuya-Sakurai.pdf. Архивирано из оригинала (PDF) 08. 03. 2021. г. Приступљено 11. 01. 2019. Недостаје или је празан параметар |title= (помоћ)
- Steinbock, Dan (2000). „Building dynamic capabilities: The Wall Street Journal interactive edition: A successful online subscription model (1993–2000).”. International Journal on Media Management. 2 (3–4): 178—194. doi:10.1080/14241270009389936.
- Yarrow, Andrew L (2006). „The big postwar story: Abundance and the rise of economic journalism.”. Journalism History. 32 (2). doi:10.1080/00947679.2006.12062700.: 58+ Journalism_History_article.pdf online

## Spoljašnje veze
- Zvanični veb-sajt
- „The Wall Street Business News Network”. Архивирано из оригинала 7. 8. 2018. г.
- Cynthia Crossen (јул 2007). „How Dow Jones Remade Business Journalism”. Wall Street Journal. 31.